# Latastia cherchii
Latastia cherchii là một loài thằn lằn trong họ Lacertidae. Loài này được Arillo, Balletto & Spano mô tả khoa học đầu tiên năm 1967.